# 早坂順一郎
- |  | この記事の主題はウィキペディアにおける独立記事作成の目安を満たしていないおそれがあります。 目安に適合することを証明するために、記事の主題についての信頼できる二次資料を求めています。なお、適合することが証明できない場合には、記事は統合されるか、リダイレクトに置き換えられるか、さもなくば削除される可能性があります。 出典検索?: "早坂順一郎" – ニュース · 書籍 · スカラー · CiNii · J-STAGE · NDL · dlib.jp · ジャパンサーチ · TWL (2017年3月) |

早坂 順一郎（はやさか じゅんいちろう、1900年（明治33年）4月4日 - 1981年（昭和56年）1月22日）は、日本の実業家。徳陽相互銀行・東北放送社長。

## 略歴
旧制古川中学校（宮城県古川高等学校）卒業後、建築業に従事し古川町→古川市議会議員・古川市会議長。その傍ら太洋無尽の外交員にもなり、古川出張所長を務めた。戦時統合で太洋無尽が三徳無尽に統合されて以降は古川支店長から1946年に副社長。無尽会社の相互銀行への転換に尽力し、1950年に徳陽相互銀行社長となった。
宮城県内企業の首都圏との結びつきに早くから着目し、県外への出店を積極的に進めた。また愛知揆一との政界入りからの結びつきから相互銀行界でも重きを為し、東北相互銀行協会会長・日本相互銀行協会会長を歴任。しかし晩年には自身が絡んだ簿外保証や情実融資が問題となり、第二地方銀行転換への見送り更には銀行破綻に至る禍根を残す格好となった。
他にも東北放送社長を務めた。